# فرودگاه آبی سرج نروز
فرودگاه آبی سرج نروز (به انگلیسی: Surge Narrows Water Aerodrome) یک فرودگاه همگانی است که یک باند فرود آب دارد. این فرودگاه در کشور کانادا قرار دارد و در ارتفاع ۰ متری از سطح دریا واقع شده است.